# Get Ready (chanson des Temptations)
Pour les articles homonymes, voir Get Ready.
Get Ready est une chanson de Motown écrite par Smokey Robinson qui a donné deux albums à succès pour ce label, une version américaine n° 29 des Temptations en 1966 et une version américaine no 4 de Rare Earth en 1970. 
Il est significatif que ce soit la dernière chanson que Robinson ait écrite et produite pour les Temptations, en raison d'un accord passé entre Berry Gordy et Norman Whitfield, selon lequel si Get Ready ne rencontrait pas le succès escompté, la chanson de Whitfield, Ain't Too Proud to Beg, serait la prochaine chanson du groupe, ce qui a amené Whitfield à remplacer plus ou moins Robinson comme producteur du groupe. 

## Histoire de la chanson

### Version des Temptations
La version originale de Temptations deGet Ready, produite par Smokey Robinson, a été conçue pour répondre au dernier engouement pour la dance, avec The Duck. Eddie Kendricks, le fausset des Temptations, est le chanteur principal dans la chanson, que Robinson a produite comme un numéro de dance sur un rythme fourni par le batteur de Motown, Benny Benjamin. Dans la chanson, Kendricks informe son amant de se préparer parce que je t'apporte un amour véritablei. Melvin Franklin chante sur le pré-refrain fe, fi, fo, fum / attention / parce que je viens ici avec plusieurs autres lignes similaires. La chanson atteint la première place du palmarès des singles R & B aux États-Unis, tout en atteignant le numéro vingt-neuf sur les charts pop. 

## Performance graphique
| Graphique (1966)                        | Meilleure position |
| --------------------------------------- | ------------------ |
| Canada RPM Meilleurs Singles            | 32                 |
| UK Singles Chart                        | 10                 |
| Panneau d'affichage américain Hot 100   | 29                 |
| US Billboard Hot Rhythm & Blues Singles | 1                  |
| US Cash Box Top 100                     | 29                 |

## Performances ultérieures
- Les Supremes ont repris la chanson sur leur album de 1966 The Supremes A 'Go-Go. Elle a été produite par l'équipe de rédaction Motown Holland-Dozier-Holland.
- En 1967, Dusty Springfield interprète une version de la chanson en direct dans la série télévisée Dusty de la British Broadcasting Corporation[4].
- La chanson est le dernier enregistrement américain d'Ella Fitzgerald (1969), atteignant au Billboard Bubbling Under the Hot 100 (N°126) [5] et le Record World "Non-Rock Top 40". Elle l'a interprétée au Carol Burnett Show en novembre 1969.
- En 1970, The Miracles ont finalement publié leur propre version de la chanson sur leur album de 1970 intitulé A Pocket Full of Miracles.
- La chanteuse australienne Carol Hitchcock a publié en 1987 une version de la chanson produite par Stock, Aitken et Waterman, qui est devenue un hit modéré dans son pays, culminant à #18[6],[7], mais n'ayant connu qu'un succès mineur au Royaume-Uni, culminant à # 56[8] Nancy Sinatra a couvert la chanson pour elle How Does It Feel? album en 1999.
- En 1990, les Temptations ont repris la chanson pour une campagne promotionnelle de la chaîne de télévision américaine CBS. Dans cette version, la ligne « préparez-vous, car je viens ici » est remplacée par « préparez-vous pour CBS » (qui correspond au slogan de ces promotions).
- Les Proclaimers ont enregistré une reprise de la chanson, qui figure sur la bande originale de Dumb and Dumber.

### Version de Rare Earth
En 1970, le groupe de rock Rare Earth de Motown publie une version de la chanson en single. La version de Get Ready de Rare Earth est le premier enregistrement du groupe pour Motown. Elle est basée sur une version de la chanson interprétée comme le dernier numéro de leur concert. 
Leur version unique en 45 tours s'est vendue à plus d'un million d'exemplaires en Amérique, ce qui lui a valu une certification Gold de la RIAA. Dans l'émission en direct, chaque membre du groupe a joué un solo, ce qui a donné une interprétation de la chanson de vingt et une minutes. Il a été débattu de savoir si l'enregistrement de l'album avait été réellement effectué lors d'un concert. Il a été noté que les sons du public tout au long de la chanson sont répétitifs et « en conserve » (préenregistré). Cela avait déjà été fait avec la version de Louie Louie de The Kingsmen, publiée sur un album doublé de bruit de foule. 
- Chanteur principal : Pete Rivera (Peter Hoorelbeke)
- Chant de base : Gil Bridges et Rod Richards
- Produit par Rare Earth
- Instrumentation : Gil Bridges (saxophone), Pete Rivera (Peter Hoorelbeke) (batterie), John Parrish (guitare basse), Rod Richards (guitare) et Kenny James (claviers)

### Version des Temptations (1990-1991)
Versions CBS Promo "Get Ready for CBS" et album de Milestone.

### Version de Nancy Sinatra
- Guide vocal de Nancy Sinatra
- Produit par Billy Strange
- Instrumentation par The Wrecking Crew.